# Aplocheilidae
Aplocheilidae är en familj ovipara, sötvattenlevande fiskar bland de äggläggande tandkarparna. Tidigare omfattade familjen omkring 40 släkten och flera hundra arter, men sedan Nothobranchiidae och Rivulidae brutits ut till egna familjer hyser nu Aplocheilidae endast tre släkten om sammanlagt 15 arter. I vissa källor, bland annat ITIS, kan man emellertid fortfarande finna de inaktuella och i dag felaktiga uppgifterna.

## Släkten
- Aplocheilus McClelland, 1838 – typsläktet, omfattar 7 arter som förekommer i Sydasien[6]
- Archiaphyosemion Radda, 1977 – 1 art, förekommer i Guinea, Liberia och Sierra Leone[7]
- Pachypanchax Myers, 1933 – 7 arter förekommer på Madagaskar, och en av dem även på Seychellerna[8]